# Брищи
Брищи — упразднённая деревня в Торопецком районе Тверской области. Входила в состав Василевского сельского округа.

## География
Деревня была расположена примерно в 13 километрах к северо-востоку от районного центра Торопец. Ближайшим населённым пунктом являлась деревня Песчаха.

## История
На топографической трёхверстовой карте Фёдора Шуберта, изданной в 1871 году обозначена деревня Брищи. Имела 7 дворов.
В списке населённых мест Псковской губернии за 1885 год значится деревня Брищи (Митрофаново). Входила в состав Туровской волости Торопецкого уезда. Располагалась при ручье в 15 верстах от уездного города. Имела 7 дворов и 68 жителей.
На карте РККА 1923—1941 годов обозначена деревня Брищи. Имела 12 дворов.